# Homalomena zollingeri
Homalomena zollingeri är en kallaväxtart som beskrevs av Heinrich Wilhelm Schott. Homalomena zollingeri ingår i släktet Homalomena och familjen kallaväxter.
Artens utbredningsområde är Java. Inga underarter finns listade.